# Blepharozia sacculata
Blepharozia sacculata là một loài rêu trong họ Ptilidiaceae. Loài này được Mitt. mô tả khoa học đầu tiên năm 1891.